# Наги (посёлок)
Наги (яп. 奈義町 Наги-тё:) — посёлок в Японии, находящийся в уезде Кацута префектуры Окаяма. Площадь посёлка составляет 69,54 км², население — 5997 человек (1 августа 2014), плотность населения — 86,24 чел./км².

## Географическое положение
Посёлок расположен на острове Хонсю в префектуре Окаяма региона Тюгоку. С ним граничат города Цуяма, Мимасака и посёлки Сёо, Тидзу.

## Население
Население посёлка составляет 5997 человек (1 августа 2014), а плотность — 86,24 чел./км². Изменение численности населения с 1980 по 2005 годы:
| 1980 | 7818 чел. |  |
| 1985 | 7905 чел. |  |
| 1990 | 7577 чел. |  |
| 1995 | 7230 чел. |  |
| 2000 | 6690 чел. |  |
| 2005 | 6475 чел. |  |